# INFJ
INFJ (Introversion, iNtuition, Feeling, Judgment, tj. převažující introverze, intuice, cítění a usuzování) je jeden z šestnácti osobnostních typů podle MBTI, který je česky popisován jako introvertní intuitivní typ usuzující s převahou cítění (Typická povolání: důvěrník, psychiatr, poradce, advokát, umělec).

## Stručný popis
INFJ jsou tajnůstkáři s bohatým vnitřním světem. Často si na sebe vezmou příliš zodpovědnosti. Jsou hluboce zakořeněni, tajemní, složití, ale dokonale komplexně uspořádaní. Často okolí překvapí nějakým aspektem povahy, o kterém nikdo neměl tušení. Upřednostňují hluboké vztahy, věrnost a loajalitu. Vztahová zranění nebo ztráta důvěry jsou pro ně velmi bolestnou a dlouhodobou záležitostí, i když to nemusejí dávat najevo. Jsou schopni v sobě nést křivdu dlouhá léta a někteří se i (po)mstít, když vycítí příležitost.
Velmi si rozumí s nejbližšími „příbuznými“ osobnostními typy ENFJ, ENFP, INFP a INTJ, velice kvalitní dlouhodobé přátelsko-kolegiální spojení může vzniknout i s ENTJ.

## Charakteristika
Hluboké, uvážlivé a složité typy. Mají rádi strukturu a řád. V práci odpovědní se sklonem k perfekcionismu. Charismatičtí, vizionářští, rozhodní, působí tajemně a sugestivně, jsou umělecky založení a empatičtí.
Jedná se o 3. [zdroj?] nejvzácnější typ osobnosti (tvoří asi 1,5 % světové populace). Má umělecké vlohy, ale na rozdíl od ostatních uměleckých typů (INFP, ISFP) je orientován více prakticky, snadno se rozhoduje a má rád pořádek. Má duchovní vnímání, zajímá se o smysl života a spiritualitu, proto mezi INFJ často najdeme filozofy, kněze nebo zasvěcené osoby. Empatie z nich dělá výborné psychology a poradce. Protože chtějí na světě zanechat stopu, nabízí se jim k realizaci i politika nebo působení v humanitárních službách. Vysoké sociální schopnosti, loajalita a diskrétnost je může profilovat i jako pracovníky tajných/zpravodajských služeb, a to i protože mají obvykle až neuvěřitelnou paměť na situace, osoby i místa, protože je až dokonale zaznamenávají do své vnitřní dlouhodobé paměti.
INFJ bývá obestřen tajemstvím, je obtížné ho skutečně poznat. Má extrovertní a rozvinuté cítění, přesto však je zdrženlivý. Na jedné straně projevuje upřímný zájem o to, co ostatní cítí a co si myslí, na druhé straně ze svého vlastního nitra odhaluje velmi málo. Ostýchavě se projevuje hlavně v nových situacích a ve společnosti, kde nikoho nezná. Někdy na sebe bere ochranný krunýř odtažitosti, která může působit chladně a arogantně. Pokud se však INFJ uvolní, dokáže být příjemným a vtipným společníkem, zejména díky přirozené empatii a citlivosti k různým sociálním situacím.
INFJ je vynikající pozorovatel citlivý na atmosféru a emoce. Lehce odhaduje druhé lidi. Je mysticky založený se smyslem pro spravedlnost a pomstu. Často upozorňuje na příkoří páchané na slabších a neváhá za ně bojovat. Dokáže být velmi přesvědčivý v prosazování svých zájmů. INFJ jsou inspirující a senzitivní, působí charismaticky, klidně a zodpovědně. Pokud se však jejich ego zvrtne do temné podoby, stávají se z nich exhibicionisté se znaky narcismu, toužící po moci a obdivu. Z těch, kteří nedokáží integrovat stínové vlastnosti, se mohou stát vůdci sekt, mafií a zkorumpovaní politici. Když do toho INFJ zamíchá duchovní aspekt, je to typický manipulativní guru. Rozvine-li se jejich introvertní intuice nepoměrně k ostatním funkcím, posune se u nich práh emocionální bolesti. Takový INFJ potom připomíná spíš chladného a pragmatického INTJ. Mezi INFJ tak najdeme bohužel mnoho diktátorů a ideologů: Adolf Hitler, Robert Mugabe, Ájatolláh Chomejní, Lev Trockij, Usáma bin Ládin.
INFJ se dokáží snadno přizpůsobit různým sociálním situacím, s druhými nacházejí řeč lépe, než jiné introvertní typy. Jsou proto někdy mylně považováni za extroverty. Rádi řeší komplikované otázky a snaží se je řešit tvůrčím způsobem. Často se stávají přáteli a důvěrníky uzavřených lidí. Mají talent pro vyjadřování vřelou, citlivou mluvou s používáním běžných lidských výrazů, spíše než pro používání čisté logiky a faktů. Díky empatii se přitom dokáží lehce naladit na různé druhy posluchačů. To je činí sympatickými, protože lidé mají pocit, že jim INFJ rozumí a hovoří jejich řečí. I to může mít negativní aspekt, když INFJ říká druhým jen to, co chtějí slyšet, aby si je neznepřátelil nebo získal výhody.

### Kladné vlastnosti INFJ
- Empatie a loajalita
- Vizionářské myšlení
- Rozhodnost a vytrvalost
- Umělecké cítění
- Hluboký vhled do lidí
- Vysoce inteligentní (zejména co se týká sociální inteligence)
- Skvělé organizování

### Negativní vlastnosti INFJ
- Na první pohled uzavření, takže mohou vypadat chladně nebo arogantně

- Při zklamání nebo odmítnutí se často mstí
- Mohou se objevit sklony k manipulaci, narcismu a ovládání lidí
- Silnější sklony k depresím a vyšší riziko sebevražedného jednání [1]
- Prokrastinace a lenost